# Melo (Uruguay)
Melo è una città dell'Uruguay capoluogo del dipartimento di Cerro Largo. 

## Geografia
Melo è situata nell'Uruguay nord-orientale, lungo le rive del torrente Conventos, a 390 km a nord-est della capitale nazionale Montevideo. 

## Storia
Fu fondata il 27 giugno 1795 da Agustín de la Rosa per ordine del viceré del Río de la Plata Pedro de Melo da cui prese il nome. Due anni dopo fu costruita la prima chiesa dell'insediamento.
Data la sua prossimità con il Brasile fu occupata dalle forze portoghesi nel 1801, nel 1811 e nel 1816.

## Società

### Religione
La città è sede della diocesi di Melo, istituita il 14 aprile 1897 e suffraganea dell'arcidiocesi di Montevideo.

## Cultura

### Istruzione

#### Musei
- Museo Storico Regionale
- Casa-Museo Juana De Ibarbourou

## Infrastrutture e trasporti
Melo è il principale snodo strada del nord-est dell'Uruguay in quanto situata all'intersezioni delle strade 7 e 8 provenienti da Montevideo e della strada 26 proveniente dall'ovest del Paese.